# Chlorhydrate d'hydroxylamine
Le chlorhydrate d'hydroxylamine, également appelé chlorure d'hydroxylammonium, est un composé chimique de formule [NH3OH]+Cl−. Il s'agit d'un sel d'acide chlorhydrique HCl et d'hydroxylamine NH2OH. Il se présente sous la forme d'un solide blanc cristallisé inodore très soluble dans l'eau. C'est un métabolite de la nitrification et du processus d'anammox qui jouent un rôle important dans le cycle de l'azote dans le sol et le traitement des eaux usées. Il est employé comme réactif en génie chimique avec un comportement semblable à celui de l'hydroxylamine tout en étant thermiquement plus stable que celle-ci. Il est notamment utilisé en synthèse organique et pharmaceutique, par exemple pour l'obtention d'oximes et d'éthers d'oximes à partir de composés carbonylés ou pour la synthèse d'acides hydroxamiques à partir d'acides carboxyliques.
On peut obtenir du chlorhydrate d'hydroxylamine en deux étapes :
- d'abord par électrolyse d'un mélange de nitrate de mercure(II) Hg(NO3)2, d'acide sulfurique H2SO4 et d'acide nitrique HNO3, ce qui donne un sulfate d'hydroxylammonium (NH3OH)HSO4, lequel peut également être obtenu en portant une solution aqueuse de disulfonate de potassium hydroxylamine HON(SO3K)2 à ébullition :

HON(SO3K)2 + 2 H2O ⟶ (NH3OH)HSO4 + K2SO4 ;
- puis par addition de chlorure de baryum BaCl2 au sulfate d'hydroxylammonium obtenu à l'étape précédente pour former le chlorhydrate d'hydroxylamine[4].